# Samuel Rowbotham
Pour les articles homonymes, voir Rowbotham.
Samuel Rowbotham (dit Parallax), né à Londres en 1816 et mort le 23 décembre 1884, est un inventeur, auteur et socialiste anglais. Il est célèbre pour avoir écrit, sous le pseudonyme de Parallax : Zetetic Astronomy: Earth Not a Globe (littéralement : Astronomie zététique : la Terre n'est pas une sphère). Cette œuvre est fondée sur des études sur la Terre et des expériences réalisées pendant une décennie. Le livre est d'abord publié sous la forme d'un pamphlet de seize pages en 1849, que l'auteur développera en un livre de 430 pages qui paraît en 1881.
Selon la théorie de Rowbotham — qu'il appelle « Astronomie zététique » (Zetetic Astronomy) —, la terre serait une surface plane enclose dont le centre est le Pôle Nord et dont les confins extérieurs sont bordés par un mur de glace ; le soleil, la lune, les planètes et les étoiles seraient distants de seulement quelques centaines de milles au-dessus de la surface de la terre.

## Biographie
Samuel Rowbotham est d'abord l'organisateur d'une commune owénite dans la région des Fens. C'est là qu'il commence par observer la rivière artificielle de Bedford (qui semble plate sur une distance de 9,7 km). Il se livre à plusieurs expériences, ce qui le conduit à élaborer ses théories sur la Terre. Au cours de son apprentissage des sciences à Blackburn, il s’enfuit un jour d'un cours car il n'a pu expliquer pour quelle raison la coque d'un bateau gagnant le large se dérobe à la vue avant le mât. Toutefois, comme il persiste à donner des cours, son esprit vif et son aptitude à débattre sont si aiguisés qu'il peut « réfuter n'importe quel argument avec ingéniosité, esprit et adresse consommée ». En 1864, à Plymouth, il est mis au défi de faire un test : avec pour témoin l'astronome Richard Proctor, Rowbotham gagne la plage sur laquelle a été installé un télescope. Ses adversaires ont prétendu que seule serait visible la lanterne du phare d'Eddystone, à quelque 22 km au large. En réalité seule la moitié de la lanterne a été visible, mais Samuel Rowbotham affirme que cela prouve que la Terre est bel et bien plate, de sorte que de nombreux gens de Plymouth ont quitté la plage avec la certitude que « l'une des plus importantes conclusions de l'astronomie moderne venait d'être réfutée ».
À partir de 1849 et pendant plus de 35 ans, Rowbotham donnera des conférences lors de nombreux voyages et publiera des écrits. Lui et ses disciples étaient connus pour leurs nombreux débats publics avec des scientifiques.
En 1861, Samuel Rowbotham épouse en secondes noces la fille de sa blanchisseuse, âgée de seize ans. Il aura quatorze enfants, dont seulement quatre survivront.
Il a déposé plusieurs brevets d'inventions.

## Influence
Après la mort de Rowbotham, Lady Elizabeth Blount, l'épouse de l'explorateur Walter de Sodington Blount, crée la Universal Zetetic Society qui attire des milliers de sympathisants ; elle publie un magazine intitulé The Earth Not a Globe Review et est active jusqu'au début du XXe siècle. Après la Première Guerre mondiale, le mouvement connaît un déclin progressif, mais renaît en 1956 sous le nom de Flat Earth Society.
Aux États-Unis, les idées de Rowbotham sont reprises par l'Église Christian Catholic Apostolic Church et diffusées sur sa station de radio. William Carpenter (1860-1896), un imprimeur natif de Greenwich, en Angleterre, a continué aux États-Unis le travail de Rowbotham. À partir de 1864, il publie, en huit parties, et sous le nom d'auteur Common Sense (littéralement, Le Bon Sens) : Theoretical Astronomy Examined and Exposed - Proving the Earth not a Globe (litt., L'Astronomie spéculative étudiée et démasquée - La Preuve que la Terre n'est pas une sphère). Il émigre plus tard à Baltimore et y publie en 1885 A hundred proofs the Earth is not a Globe (litt., Cent preuves que la Terre n'est pas une sphère). Parmi ses arguments :
- « Il y a des rivières qui coulent sur des centaines de miles vers le niveau de la mer sans tomber de plus de quelques pieds (centimètres) — en particulier le Nil qui, sur une distance de mille milles (1 609 km), ne tombe que d'un pied (30,48 cm). [...] Ceci est incompatible avec l'idée que la Terre est convexe. Il s'agit, par conséquent, d'une preuve rationnelle que la Terre n'est pas une sphère. »
- « Si la Terre était une sphère, alors un modèle miniature de cette sphère serait la meilleure chose - parce que la plus exacte - qu'un navigateur puisse prendre avec lui quand il sort en mer. Or une chose comme celle-là n'est pas connue : avec un jouet pareil pour guide, le marin ferait s'échouer son bateau, avec certitude ! Ceci prouve que la Terre n'est pas une sphère. »